# Tomasz Szczuraszek
Tomasz Wiesław Szczuraszek (ur. 9 marca 1949 w Inowrocławiu - zm. 15 sierpnia 2020 w Bydgoszczy) – polski naukowiec, prof. dr hab. inż., specjalizujący się w zakresie inżynierii ruchu drogowego.

## Życiorys
Urodził się i spędził dzieciństwo w Inowrocławiu w rodzinie Stefana i Anny z domu Głowackiej, a lata późniejsze w Bydgoszczy (od 1958). W 1968 ukończył Technikum Kolejowe w Bydgoszczy, a w 1972 Wyższą Szkołę Inżynierską w Bydgoszczy na Wydziale Budownictwa Lądowego w zakresie budownictwa drogowego, gdzie uzyskał tytuł inżyniera budownictwa drogowego. Tytuł magistra uzyskał w 1976 r. w specjalności „Drogi i lotniska” na Wydziale Budownictwa Lądowego Politechniki Gdańskiej. W roku 1980 na Politechnice Gdańskiej uzyskał stopień naukowy doktora nauk technicznych a w 1991 w oparciu o dorobek naukowy oraz rozprawę habilitacyjną pod tytułem „Model ruchu potoku pojazdów na dwupasowej drodze dwukierunkowej” stopień naukowy doktora habilitowanego nauk technicznych w zakresie budownictwa. Postanowieniem z dnia 8 czerwca 2006 r. Prezydent Rzeczpospolitej Polskiej nadał tytuł naukowy profesora nauk technicznych. Główne obszary zainteresowań naukowych i badawczych to przede wszystkim zagadnienia z zakresu inżynierii ruchu drogowego tj. modelowanie ruchu, bezpieczeństwo ruchu, przestrzenne analizy ruchu oraz informatyczne systemy zarządzania drogami i ruchem drogowym. Opublikował ponad 160 prac naukowych z zakresu inżynierii ruchu drogowego w kraju i za granica. Jest autorem i współautorem pięciu podręczników, trzech monografii naukowych i dwóch patentów. Opracował wraz z zespołem, którym kierował przeszło 249 prac naukowo–badawczych oraz prac projektowych i ekspertyz. Wyniki większości prac zostały wdrożone w praktyce i stanowią wkład w obszarze bezpieczeństwa ruchu drogowego oraz analiz przestrzennych ruchu drogowego. Wypromował ponad 200 inżynierów i magistrów inżynierów w specjalności „Drogi, ulice i lotniska”, a także 7 doktorów. Posiadał uprawnienia budowlane projektowe i wykonawcze.

### Stanowiska
- prodziekan Wydziału Budownictwa Akademii Techniczno-Rolniczej (1981–1984),
- kierownik Zakładu Budownictwa Drogowego, Zakładu Inżynierii Komunikacyjnej (1981–1994),
- kierownik Katedry Budownictwa Drogowego, Katedry Inżynierii Drogowej i Transportu (1995–2018),
- dziekan Wydziału Budownictwa i Inżynierii Środowiska Uniwersytetu Technologiczno-Przyrodniczego w Bydgoszczy (2002-2008)[3].

### Członkostwa
- członek PAN – sekcja Inżynierii Komunikacyjnej w Komitecie Inżynierii Lądowej i Wodnej (1990–2014),
- członek Stowarzyszenia Inżynierów i Techników Komunikacji RP,
- członek Kujawsko-Pomorskiej Izby Inżynierów Budownictwa (2003–2017),
- członek Senatu UTP w Bydgoszczy (1996–2012, 2015–2019),
- redaktor naukowy Zeszytów Naukowych Budownictwa – Akademia Techniczno-Rolnicza w Bydgoszczy (1991–2002).

Żonaty (1975) z Martyną z domu Czuchra, z którą miał dwójkę dzieci: Agnieszkę (1978) i Pawła (1983).
Zmarł 15 sierpnia 2020 r. w Bydgoszczy. Pochowany 21 sierpnia na cmentarzu katolickim Najświętszego Serca Jezusa w Bydgoszczy.

## Nagrody i wyróżnienia
- Złoty Krzyż Zasługi (1993)[5],
- Medal Komisji Edukacji Narodowej (1999),
- nagroda naukowa miasta Inowrocławia (2002),
- nagroda Ministra Infrastruktury (2005),
- medal Starosty Bydgoskiego (2004),
- nagroda redakcji Polskie Drogi XXI (2006),
- nagroda Ministra Nauki i Szkolnictwa Wyższego (2006),
- Krzyż Kawalerski Orderu Odrodzenia Polski (2009)[6],
- medal za zasługi dla Uniwersytetu Techniczno-Przyrodniczego (2016),
- nagrody JM Rektora Uniwersytetu Techniczno-Przyrodniczego.

## Wybrane publikacje
- Tomasz Szczuraszek, Symulacja ruchu potoku pojazdów. Praca zbiorowa., Warszawa: Wydawnictwa Komunikacji i Łączności, 1980, ISBN 83-206-0023-5 (pol.). Brak numerów stron w książce
- Tomasz Szczuraszek, Pomiary i badania ruchu drogowego. Praca zbiorowa., Warszawa: Wydawnictwa Komunikacji i Łączności, 1984, ISBN 83-206-0527-X (pol.). Brak numerów stron w książce
- Tomasz Szczuraszek, Bezpieczeństwo ruchu miejskiego, Warszawa: Wydawnictwa Komunikacji i Łączności, 2008, ISBN 978-83-206-1557-9, ISBN 83-206-1557-7, OCLC 297727044 [dostęp 2023-03-12] (pol.). Brak numerów stron w książce
- Tomasz Szczuraszek, Gambit kujawsko-pomorski, Diagnoza bezpieczeństwa ruchu drogowego. Praca zbiorowa, Bydgoszcz: Uniwersytet Technologiczno-Przyrodniczy, 2010, ISBN 978-83-89332-49-3, ISBN 83-89332-49-3, OCLC 750593271 [dostęp 2023-03-12] (pol.). Brak numerów stron w książce
- Tomasz Szczuraszek, Jacek Chmielewski, Wybrane problemy modelowania podróży w sieciach transportowych, Bydgoszcz: Wydawnictwa Uczelniane Uniwersytetu Technologiczno-Przyrodniczego, 2019, ISBN 978-83-66530-05-8 [dostęp 2023-03-12] (pol.). Brak numerów stron w książce
- Tomasz Szczuraszek, Jacek Chmielewski, Dylematy przy budowie prognostycznych modeli transportowych, Bydgoszcz: Wydawnictwa Uczelniane Uniwersytetu Technologiczno-Przyrodniczego, 2020, ISBN 978-83-66530-21-8, ISBN 83-66530-21-3, OCLC 1242242429 [dostęp 2023-03-12] (pol.). Brak numerów stron w książce